# Historia Chełma
Historia Chełma – na podstawie badań archeologicznych, przeprowadzonych w takich miejscowościach jak m.in. Łowcza, Bukowa, Okuninka stwierdzono, że początki osadnictwa na ziemiach, na których znajduje się Chełm, sięgają epoki paleolitycznej (ok. 30 tys. lat p.n.e.). Odkryte przedmioty wskazują, że istniał tu nieprzerwany ciąg osadniczy na przestrzeni kolejnych epok. Na terenie samego Chełma osadnictwo rozpoczęło się na początku naszej ery. Mieszkała tu wówczas ludność kultury przeworskiej. W X wieku na Wysokiej Górce istniał gród drewniano-kamienny. Na przełomie VII i VIII wieku tereny miasta obejmował związek plemienny Lędzian z siedzibą w Sandomierzu. Tereny międzyrzecza Wieprza i Bugu zostały wzmocnione przez wybudowanie sieci grodów – nazwanych później Grodami Czerwieńskimi.

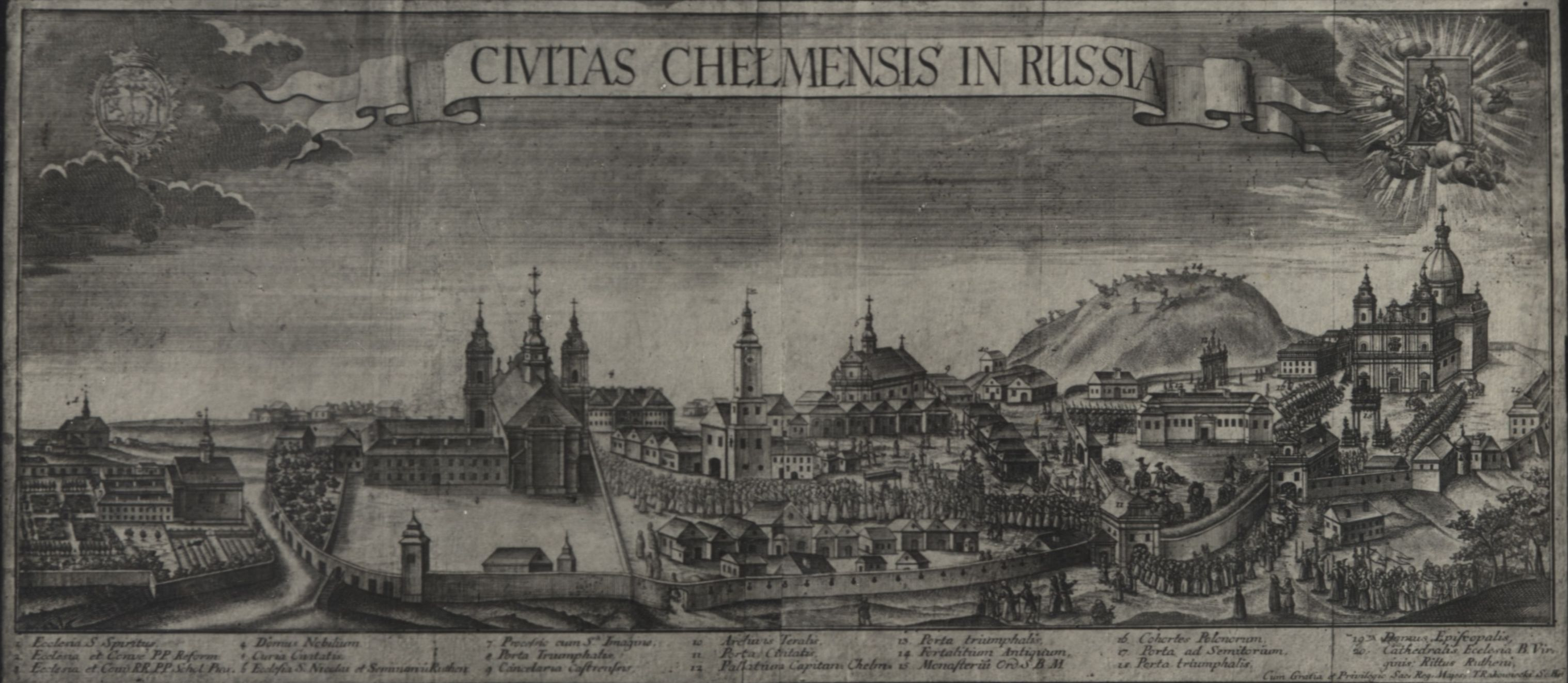
Najstarszy widok Chełma, XVIII w.

## Pierwsza wzmianka Chełma, początki osadnictwa i przynależności państwowej
W 981 roku Chełm został zdobyty na Lachach (Polakach) przez ruskiego księcia Włodzimierza i wszedł w skład Rusi Kijowskiej.
Grody Czerwieńskie wraz z Chełmem zostały na krótko w latach 1018–1031 odbite przez Bolesława Chrobrego.
Pierwsza wzmianka o Chełmie pochodzi z Kroniki Nikona, gdzie wśród modlących się nad relikwiami świętych w Kijowie prawosławnych biskupów wymieniany jest biskup Jan z Chełma. Zdarzenie to miało mieć miejsce w roku 1072.
Polska zorganizowała kolejną wyprawę w latach 1073–1074. Władający Chełmem kniaź Grzegorz w obliczu zbliżającej się wojny rozpoczął z Bolesławem Śmiałym układy. W wyniku rozmów Grzegorz zatrzymał Chełm jako lenno.
Już przed tą datą okolice Chełma były zasiedlone. Początek osadnictwa z czasów późnego paleolitu (ok. 10 tys. lat temu) potwierdzają wykopaliska z terenu miasta i okolic. Chełm leży, na terenie na którym w starożytności władali celtyccy Lugiowie, później (II-V w.) germańscy Goci, zeslawizowani Sarmaci (Biała Chorwacja) i zachodniosłowiańscy Lędzianie.
Istniała tu być może osada Lendzian.
Istnieją przypuszczenia, że Góra Chełmska była być może miejscem kultu pogańskiego.
Przynależność okolic Chełma do formujących się w X wieku państw Polski i Rusi Kijowskiej jest do dziś tematem debaty historycznej. Historia wczesnośredniowiecznego Chełma jest najprawdopodobniej związana z losami tzw. Grodów Czerwieńskich, ziem, do których większość historyków zalicza także okolice Chełma i które od końca X wieku tworzyły pogranicze polsko-ruskie. Staroruska kronika „Powieść minionych lat” wymienia podbicie ziem Lachów (Polaków). Jak pisał Nestor: „wyprawił się Włodzimierz na Lachów i zabrał im Przemyśl, Czerwień i inne grody” czyli ...Przemyśl, Czerwińsk i inne...zdobyte przez Włodzimierza Wielkiego w 981 roku. Wtedy również okolice Chełma stały się częścią Rusi Kijowskiej. Zagadkowe jest czy Lachowie byli niezależnym plemieniem, czy ich ziemie wchodziły już w skład państwa Mieszka I. Prawdopodobne jest, że wcześniej, do roku 981, tereny te należały do państwa Mieszka I. W 981 Chełm był krótko pod zwierzchnictwem czeskim, a następnie polskim W latach 981-1018 zajmowała go Ruś Kijowska. W czasie wyprawy wojennej w 1018 r. odbił te tereny Bolesław Chrobry podczas wyprawy na Kijów. Potwierdza to ta sama kronika, opisując zdobycie Grodów Czerwieńskich przez Bolesława Chrobrego w roku 1018.

## Średniowiecze
W 1018–1031 Grody Czerwieńskie posiadała Polska, do czasu ich ponownego opanowania przez Jarosława Mądrego w 1031 r. i przesiedleniu na te tereny ludność ruskiej. Z powrotem przyłączył ten gród Bolesław Szczodry w 1069 r., a w 1073 r. wyprawił się na Kijów tocząc boje z Włodzimierzem II Monomachem i uzależniając go czasowo od Polski. Polska zorganizowała wyprawę w latach 1073–1074. Władający Chełmem kniaź Grzegorz w obliczu zbliżającej się wojny rozpoczął z Bolesławem Śmiałym układy. W wyniku rozmów zatrzymał Chełm w charakterze lenna. Grody Czerwieńskie utracił Władysław Herman i weszły one w skład Rusi Kijowskiej. Mścisław I Harald, zwany również Wielkim (ur. 1 czerwca 1076, zm. 14 kwietnia 1132) – wielki książę kijowski (1125–1132) umacniał swoją władzę na Rusi i m.in. nad Chełmem. Najpotężniejszym z władców Rusi był rządzący w końcu XIII w. w Kijowie, Haliczu i Włodzimierzu – ks. Roman halicki – syn Mścisława Izjasławicza z dynastii Rurykowiczów. Zginął 19 czerwca 1205 w walce z Leszkiem Białym pod Zawichostem. Za jego rządów księstwo halickie i księstwo włodzimierskie z Grodami Czerwieńskimi przeobraziły się w odrębne państwo niezależne od Kijowa, który wówczas upadł, zniszczony przez księcia suzdalskiego. Dzięki temu Włodzimierz jako stolica i siedziba Romana Halickiego II Mścisławicza (1188–1205), został pierwszym miastem na Rusi.
Po śmierci Romana w 1205, w czasie małoletniości jego synów Daniela (1201–1264) i Wasylka, możnowładcy ruscy, za cenę ustępstw dla siebie powoływali na trony halicki i włodzimierski obcych władców. Sytuację miał rozstrzygnąć układ w 1214, dający tron w Haliczu węgierskiemu królewiczowi Kolomanowi, ożenionemu z polską księżniczką Salomeą, córką Leszka Białego. Leszek Biały uważając się za pana lennego Włodzimierza, nadał go swej córce Salomei i jej mężowi Kolomanowi. Ten ostatni koronował się w 1214 w Haliczu królem halicko-włodzimierskim i władał także Grodami Czerwieńskimi w latach 1214–1219. W 1219 przez bunt ruski został zmuszony do rezygnacji z tronu, a księstwa halickie i włodzimierskie dostały się pod władzę Daniela (zm. 1264), syna Romana, na okres rządów na który przypadają w pierwszej połowie, walki z Polską i Węgrami o tron, później zaś najazdy tatarskie.
Rozbicie dzielnicowe Polski wykorzystali książęta ruscy. Daniel Halicki – po babce Agnieszce Bolesławównej – prawnuk Bolesława Krzywoustego, został ogłoszony księciem włodzimierskim w 1229 i halickim. Po spustoszeniu Halicza przez Mongołów w 1233 przeniósł się z bratem Wasilkiem do Chełma w 1238, budując i umacniając gród wałami, zjednoczył na nowo ziemie Rusi Halicko-Wołyńskiej, którymi rządził ze swej rezydencji w Chełmie, czyniąc go stolicą Rusi Halicko-Wołyńskiej, a następnie Księstwa Chełmsko-Bełzkiego. Na Górze Chełmskiej ks. Daniel zbudował zamek, a ok. 1241, czyli po pierwszym najeździe tatarskim, przeniósł ze spalonego Uhruska do Chełma biskupstwo prawosławne. Ks. Daniel był fundatorem cerkwi Matki Bożej, św. Jana Złotoustego, Trójcy Świętej, św. św. Kosmy i Damiana. Od ok. 1240 Chełm był stolicą książąt halickich.

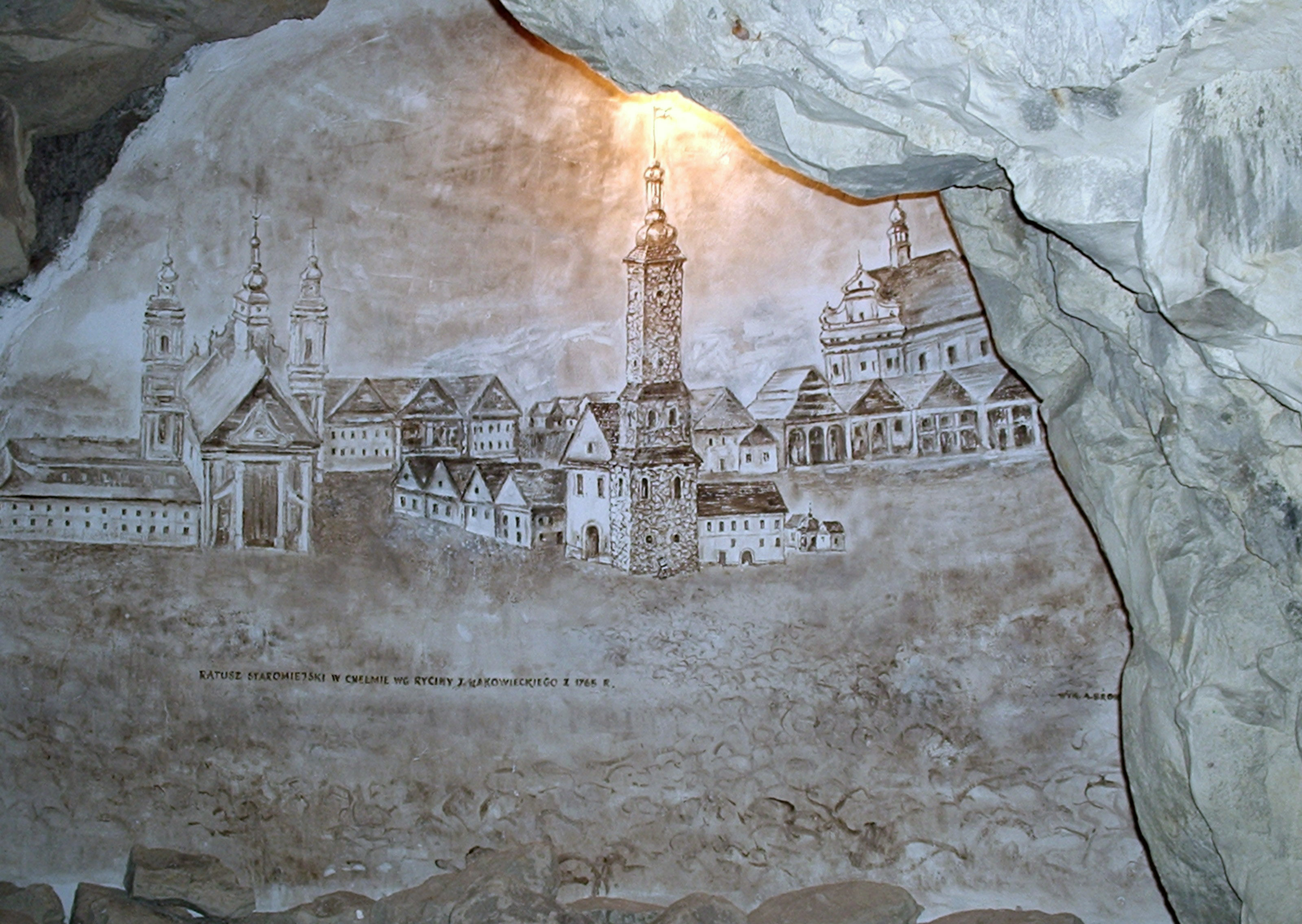
Podziemia kredowe (w Chełmie kredę rozpoczęto wydobywać w XIII wieku)

Po umocnieniu grodu wałami, Tatarzy nie mogli zdobyć Chełma, tylko niszczyli okolice. W latach 1241 i 1259–1260 miały miejsce I najazd mongolski na Polskę i II najazd mongolski na Polskę; Ziemię Chełmską pustoszyły siły mongolsko-tatarskie, mordując ludność, grabiąc i paląc zabudowania. Daniel, rządzący ze swej rezydencji w Chełmie, miał wielkie zamierzenia. Opanował Kijów, w 1239, co było punktem wyjścia do odrodzenia dawnej potęgi. Daniel zamierzał rozpocząć wojnę z Mongołami, jednak to oni pierwsi zaatakowali i nakazali Danielowi – jako swemu poddanemu – zniszczenie umocnień; Włodzimierza, Łucka, Krzemieńca i Chełma. Powtarzające się napady tatarskie zmusiły Daniela do szukania pomocy w Rzymie. Papież Innocenty IV, aby wzmocnić jego pozycję polityczną wyraził zgodę na koronację. W 1247 na prośbę w Chełmie rządzącego księcia, papież Innocenty IV wziął w opiekę przed Tatarami ziemię Daniela i Wasylka, w tym i Chełm, ofiarując nawet koronę. Jednak dopiero po pożarze jaki w 1251 r. zniszczył doszczętnie Chełm i upadły warownie, w 1253 Daniel zawarł unię z Rzymem i przyjął koronę od legata papieskiego w Drohiczynie. Kniaź zmienił wyznanie wiary z prawosławnej na katolicką. Uroczystość koronacyjna w obrządku łacińskim odbyła się w Drohiczynie w 1253 Chełm przez krótki okres w czasie rozbicia dzielnicowego Polski stał się stolicą króla Rusi. W 1254 r. Daniel halicki z Towciwiłłem zmuszeni byli zawrzeć z królem Litwy pokój. Na mocy tego porozumienia, wzmocnionego małżeństwem córki Mendoga z synem Daniela Szwarnem. Ruś Czarna z Nowogródkiem jako lenno Litwy została oddana Romanowi Daniłowiczowi.
Syn Daniela Szwarno w 1255 r. poślubił córkę Mendoga i w tymże roku uczestniczył z Chełmianami w wyprawie rusko-litewskiej na Lublin. Wasylko Romanowicz (ur. 1203, zm. 1269) – książę włodzimierski- syn księcia wołyńsko-halickiego Romana Halickiego i jego drugiej żony Anny, w roku 1260 prowadził oddziały złotoordyjskiego baskaka Burundaja w przedniej straży wyprawy przeciw Litwie. W kolejnej wyprawie Burundaja w 1261 namawiał do poddania się mieszkańców Chełma, a późną wiosną 1262 r. Szwarno brał udział w najeździe wielkiego księcia litewskiego Mendoga na Mazowsze.
W 1264 r. Szwarno wraz z Jaćwingami (lub Litwinami) wyruszył z Chełma i dokonał najazdu na Małopolskę, jednak podczas odwetu Bolesław Wstydliwy pokonał Jaćwingów i sprzymierzonych z nimi Rusinów pod Brańskiem. Klęska ta osłabiła nieugruntowaną jeszcze pozycję Szwarna na Rusi i w Chełmie, na rzecz Lwa Daniłowicza Halicza i Lwowa, popieranego przez Wasylka Romanowicza.
W 1264 roku spotkali się w Tarnowie: książę Rusi Halickiej Daniel Halicki z księciem polskim Bolesławem Wstydliwym i wspólnie dokonali rozgraniczeń księstw. W tym też roku ks. Daniel zmarł i został pochowany w podziemiach chełmskiej katedry, (gdzie potem spoczęły zwłoki jego syna Szwarno, i jego potomków).
Po śmierci Daniela (1264), Szwarno otrzymał Ziemię Chełmską i Bełską oraz sprawował w Chełmie jako w stolicy nominalne zwierzchnictwo nad Rusią halicko-wołyńską podzieloną zgodnie z wolą zmarłego władcy na cztery księstwa. Szwarno zmarł w 1269/1270 r. w Chełmie, gdzie też został pochowany w cerkwi Narodzenia NMP.

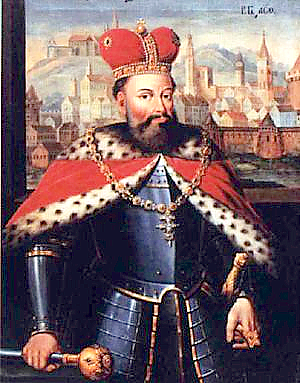
Lew Halicki

Lew Halicki (ur. ok. 1228, zm. ok. 1301), książę halicko-włodzimierski w latach 1293–1301, książę Halicza i Przemyśla 1264–1269, książę bełski (1245–1264). Rusią halicko-wołyńską rządził ze swej stolicy i rezydencji w Chełmie.
Był synem króla Daniela Halickiego. W 1247 poślubił Konstancję, córkę króla Węgier Beli IV, młodszą siostrę św. Kingi. Po śmierci Bolesława Wstydliwego zgłosił pretensje do tronu Polski (jako potomek Krzywoustego po kądzieli) i próbował zbrojnie opanować dzielnicę krakowską.
Książę Lew Halicki, który (po 32 latach) w 1272 r., przeniósł stolicę królestwa z Chełma do założonego przez ojca Lwowa – nazwanego tak na jego cześć, zginął w 1325 r. wraz z ks. Włodzimierzem, a jego syn Jerzy poległ w r. 1321, w walce z Giedyminem.
Potomkowie Daniela Romanowicza władali Chełmem do 1325 r. W tym czasie Polska przezwyciężyła rozbicie dzielnicowe i zainteresowała się ziemiami na wschodniej granicy. O dziedzictwo danielowe upomniał się książę mazowiecki Bolesław Trojdenowicz, kuzyn Władysława Łokietka.
W 1337 r. Księstwo wraz z Chełmem przeszło prawem pokrewieństwa na księcia mazowieckiego Bolesława Jerzego, panującego też na Rusi Czerwonej.
A potem tron halicki, przy poparciu Władysława Łokietka miał przypaść w udziale Kazimierzowi – w spadku po księciu mazowieckim Bolesławie Jerzym, który w zamian za pomoc, wyznaczył króla Polski Kazimierza Wielkiego na swego następcę. Mazowiecki krewniak Kazimierza Wielkiego – Jerzy II Trojdenowicz, zmarł w 1340 r. Jego otrucie przez bojarów w r. 1340, dało Polsce wygodny pretekst do przejęcia Rusi Czerwonej zgodnie z testamentem przez Kazimierza Wielkiego. Ale mimo tego król musiał siłą zdobywać Chełm. Początkowo miejscowe bojarstwo nie chciało się podporządkować. Dlatego też wyprawę ponowiono. Kampania ruska króla polskiego Kazimierza Wielkiego z lat 1340 i 1341, po bitwie pod Lublinem zakończyła się kompromisem. Przywódca bojarów ruskich Dymitr Detko uznał zwierzchnictwo Króla Polskiego, przyjmując tytuł Namiestnika Królewskiego Rusi. Kazimierz Wielki wcielił bezpośrednio do Korony Ziemie Halickie, oraz poprzysiągł poszanowanie obyczajów zajętych ziem i wiary prawosławnej.
Iwonia z Goraja h. Korczak – sędzia Chełmski, poseł Kazimierza Wielkiego, – wydelegowany do Tatarów, tuż przed wojną z nimi, uzgodnił pokój.
W dziewięć lat później, po wojennych zmaganiach, Chełm znalazł się przejściowo pod panowaniem polskim.
W latach 1349–1387, trwały z przerwami walki o Chełm pomiędzy Polakami, Litwinami i Węgrami.
W 1349 r. prawem spadku posiadł te ziemie Kazimierz III Wielki i włączył do Królestwa Polskiego. W tym samym roku po raz kolejny je utracił.
Wreszcie 20 maja 1350 roku, udało się Kazimierzowi po bitwie pod Żukowem opanować niemal całą Ruś Halicko-Wołyńską, a w tym i Chełm. Kazimierz Wielki dążył, by zdobycze terytorialne umacniano przez wpływy religijne. Postanowił wystąpić do papieża w 1359 r. z prośbą o utworzenie w Chełmie biskupstwa katolickiego. Do inicjatywy króla odniósł się pozytywnie papież Innocenty VI. Terytorialnie diecezja obejmowała ziemię chełmską, księstwo bełzkie, część województwa lubelskiego i część województwa wołyńskiego. Na obszarze tym było od 500-600 osad miejskich i wiejskich.
Bp Tomasz z Sienna 20 maja 1359 został mianowany przez papieża Innocentego VI biskupem chełmskim, ale prawdopodobnie nie objął praktycznie urzędu, gdyż erygowanie diecezji przedłużało się, ze względu na spory pomiędzy Polską, Węgrami i Litwą o terytoria, na których diecezja miała powstać. Dominikanie przybyli do Chełma z Lublina w XIV w. i przy zbiegu ulic Szkolnej i Krzywej wznieśli niedużą świątynię i klasztor. Do ich obowiązków, oprócz pracy duszpasterskiej, należała opieka nad przyszpitalnym kościółkiem Św. Ducha i samym szpitalem ulokowanym poza murami miasta, przy trakcie lubelskim.
W latach 1366–1370 istniało Księstwo Chełmsko-Bełskie, ale równolegle podboju dokonywali Litwini i z mniejszymi efektami Węgrzy.
W roku 1375 dzięki interwencji biskupa przemyskiego Eryka z Winsen w Awinionie papież utworzył metropolię w Haliczu podporządkowując jej diecezje w Przemyślu, Włodzimierzu i diecezje w Chełmie.
W latach 1370–1377 – Księstwo Chełmsko-Bełskie było pod panowaniem litewskim. W 1377 – Ludwik Węgierski zorganizował zbrojną wyprawę na Litwę, ponieważ władający Chełmem i Bełzem bratanek Witolda nie składał mu hołdu lennego, który składał Kazimierzowi Wielkiemu. Wyprawę wsparł finansowo abp gnieźnieński Janusz Suchywilk, przeznaczając na nią 200 kop groszy. Król Polski Ludwik Węgierski (1370–1382) w lipcu 1377 r., w odwetowej wyprawie Polaków i Węgrów na Litwinów, pokonał ich i tym samym opanował księstwo halickie z Haliczem, Chełmem i Lwowem, oraz z zachodnią częścią Wołynia. Zarządcami Rusi Czerwonej Ludwik Luksemburczyk mianował zwykłych starostów węgierskich.
W dokumencie wydanym pod Bełzem 26 lipca 1377 król Ludwik Węgierski za zdobycie Chełma i Bełza, wynagradza najdzielniejszych rycerzy posiadłościami: m.in. Dymitra z Goraja. Od tego czasu tereny te pozostały przy Polsce, i ostatecznie zostały zatwierdzone po ślubie Jagiełły, przez Królową Jadwigę. (Pozostały tak, aż do rozbiorów, a potem w znacznej części wróciły pod władzę II RP).
W okresie walk polsko-litewskich w XIV w. przyłączone zostały do Korony grody, takie jak Chełm, Uhrusk, Wereszczyn, Szczekarew (później Krasnystaw), Horodło, Hrubieszów, Ratno, Bełz, Busk, Łopatyn, Brody, położone przeważnie na lewym brzegu Bugu. Podczas gdy reszta Wołynia należała do Litwy, z jego ziem zachodnich utworzono ziemię chełmską i województwo bełskie, których losy były już całkowicie odmienne od reszty Wołynia.
Kres wojnom położyło zawarte w 1386 r. małżeństwo królowej Jadwigi z Władysławem Jagiełłą, która rok później przyłączyła Ruś Czerwoną do Polski. 14 stycznia 1392 roku Chełm otrzymał od króla Władysława Jagiełły prawa miejskie magdeburskie i 100 łanów tj. 4320 mórg ziemi na prowadzenie osadnictwa i gospodarki rolnej.

### Królowie i książęta chełmscy
- Daniel Halicki (1201 – 1264) – (po babce Agnieszce Bolesławównej – prawnuk Bolesława Krzywoustego) przeniósł się z bratem Wasilkiem do Chełma w 1238 i w ukoronował się 1253 w Drohiczynie nad Bugiem, czyniąc miasto Chełm stolicą swego królestwa.
- Szwarno Daniłowicz (1263–1269) od 1255 r. – mąż córki Mendoga. Po śmierci Daniela (1264), Szwarno otrzymał ziemię chełmską i bełską oraz sprawował w Chełmie (jako w stolicy), zwierzchnictwo nad Rusią halicko-wołyńską.
- Lew Halicki, Jerzy Lwowicz (ur. ok. 1228, zm. ok. 1301), książę halicko-włodzimierski w latach 1293–1301 (lub (1269–1308), książę Halicza i Przemyśla 1264–1269, książę bełski (1245–1264). Rządził Rusią halicko-wołyńską ze swej stolicy i rezydencji w Chełmie. Po 32 latach w 1272 r., przeniósł stolicę królestwa z Chełma, do założonego przez ojca Lwowa.
  - część księstwa halickiego (1308–1351)
- Bolesław Jerzy II (1351–1377), panował nad księstwem chełmsko-bełskim w latach 1366–1370, mimo podboju przez Litwinów i Węgrów,
  - Bolesław Jerzy II w 1377 – otrzymał ponownie po utracie księstwo wraz z Chełmem zgodnie z prawem pokrewieństwa, jako praprawnuk księcia Konrada I Mazowieckiego.
  - do Węgier (1377–1387)
  - do Polski (od 1387)

## Czasy Rzeczypospolitej

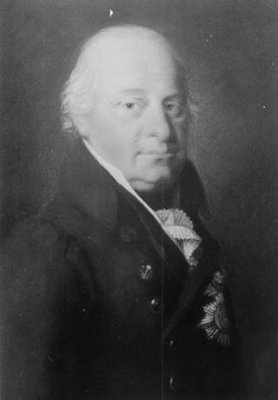
Ostatni kasztelan chełmski, Wojciech Poletyło

Od czasu przyłączenia miasta na stałe do Polski, Chełm stanowił stolicę ziemi chełmskiej. Obejmowała ona m.in. Krasnystaw, Hrubieszów, Rejowiec, Zamość. Ziemia Chełmska, mimo że wchodziła w skład województwa ruskiego, posiadała autonomię równającą ją w prawach z województwami (z odrębnymi posłami na Sejm).
Na rządcę diecezji – biskupa chełmskiego wybrał Jagiełło swego spowiednika i doradcę Jana Zaborowskiego, nazwanego przez Jana Długosza, Biskupcem. Wdał się on w konflikt z biskupem krakowskim Zbigniewem Oleśnickim, którego przedmiotem była sprawa przyłączenia archidiakonatu lubelskiego (należącego do diecezji krakowskiej) – do biskupstwa chełmskiego, co wpłynęło by na znaczenie i rozwój Chełma. W tym akcie fundacyjnym świątyni Rozesłania św. Apostołów z 14 sierpnia 1417 r. przyłączył do biskupstwa 4 lub 5 wsi (Kumów – rezydencję biskupią, Pobołowice, Dobryniów oraz Plitniki albo Zagadce). W dwa lata później, przywilejem wydanym w Wolborzu 5 lipca 1419 r., uzyskał Jan Biskupiec dwie dalsze wioski (Łyszcz i Siedliszcze). Wreszcie ok. 1428 r. dobra biskupstwa zostały powiększone o jeszcze jedną wieś – Skierbieszów. Kolejną troską biskupa Jana Biskupca, po zapewnieniu podstaw materialnych diecezji, stała się sprawa zorganizowania kapituły, która podniosłaby rangę Chełma. Ale i tu główną przeszkodę stanowił brak środków materialnych do jej utrzymania. Sytuację uratował po raz kolejny Władysław Jagiełło, który dokumentem z 12 lipca 1429 r. ufundował kapitułę w Chełmie liczącą 2 prałatów i 10 kanoników, określił ich obowiązki, a także nadał im stosunkowo skromne uposażenie.
Biskup Jan Tarnowski w czasie swoich rządów przyczynił się do zabezpieczenia materialnych podstaw, warunkujących prawidłowe funkcjonowanie diecezji w Chełmie i zadbał o uposażenie kapituły, a także wyjednał u Kazimierza Jagiellończyka (1456 r.) przyznanie biskupom chełmskim dóbr wieczystych, w skład których weszły miejscowości Sawin i Skierbieszów i rozwijał działalność misyjną na Ziemi Chełmskiej. W tym celu sprowadził do diecezji dominikanów, których osiedlił w Skierbieszowie oddając im jednocześnie w użytkowanie wybudowany przez siebie kościół.
Bp Paweł z Grabowa objął w 1463 r. rządy w diecezji, której stolica – Chełm – jak twierdzi Jan Długosz – jest w zupełnym upadku i należałoby ją przenieść do Hrubieszowa, miasta o większej liczbie ludności i lepiej urządzonego. Ciągłe najazdy ze wschodu i pożary spowodowały, że Chełm coraz bardziej podupadał. W związku z tym biskup Paweł powrócił do pomysłu Długosza i przedstawił Kazimierzowi Jagiellończykowi projekt przeniesienia stolicy biskupstwa. W 1466 roku, gdy zwołano sejmik ziemi chełmskiej w Wojsławicach, król wysłał swego delegata w celu zbadania sytuacji na miejscu. W dokumencie wydanym 28 kwietnia 1473 r. w Lublinie, gdy wielki pożar zniszczył Chełm, Król Polski zatwierdził tę zmianę, warunkując jednak jej wykonanie uprzednią zgodą Stolicy Apostolskiej. Prawdopodobnie konflikt istniejący pomiędzy papieżem Sykstusem IV, a Kazimierzem Jagiellończykiem spowodował, że plany biskupa nie zostały wprowadzone w życie.
Nie tylko w 1473 r. wielki pożar zniszczył Chełm, ale potem, co kilka lat, ten żywioł obracał gród w popiół. Bp Maciej ze Starej Łomży wyjednał u Kazimierza Jagiellończyka zgodę na przeniesienie katedry, kapituły i własnej rezydencji do Krasnegostawu. Prawa katedry otrzymał dotychczasowy krasnostawski kościół parafialny – pw. Wszystkich Świętych. Król wydał specjalny dokument w tej sprawie 26 czerwca 1490 r. Potrzebna w takich przypadkach zgoda Stolicy Apostolskiej została uzyskana prawdopodobnie za panowania Jana Olbrachta, w 1494 r. Pomimo zmiany stolicy biskupiej, zachowana została dawna nazwa Diecezji Chełmskiej.
Jan z Targowiska (biskup chełmski od 1485), z delegacją z Chełma, uczestniczył 15 września 1485 w ceremonii hołdu lennego hospodara mołdawskiego Stefana III Wielkiego przed królem Polski Kazimierzem IV Jagiellończykiem w Kołomyi.

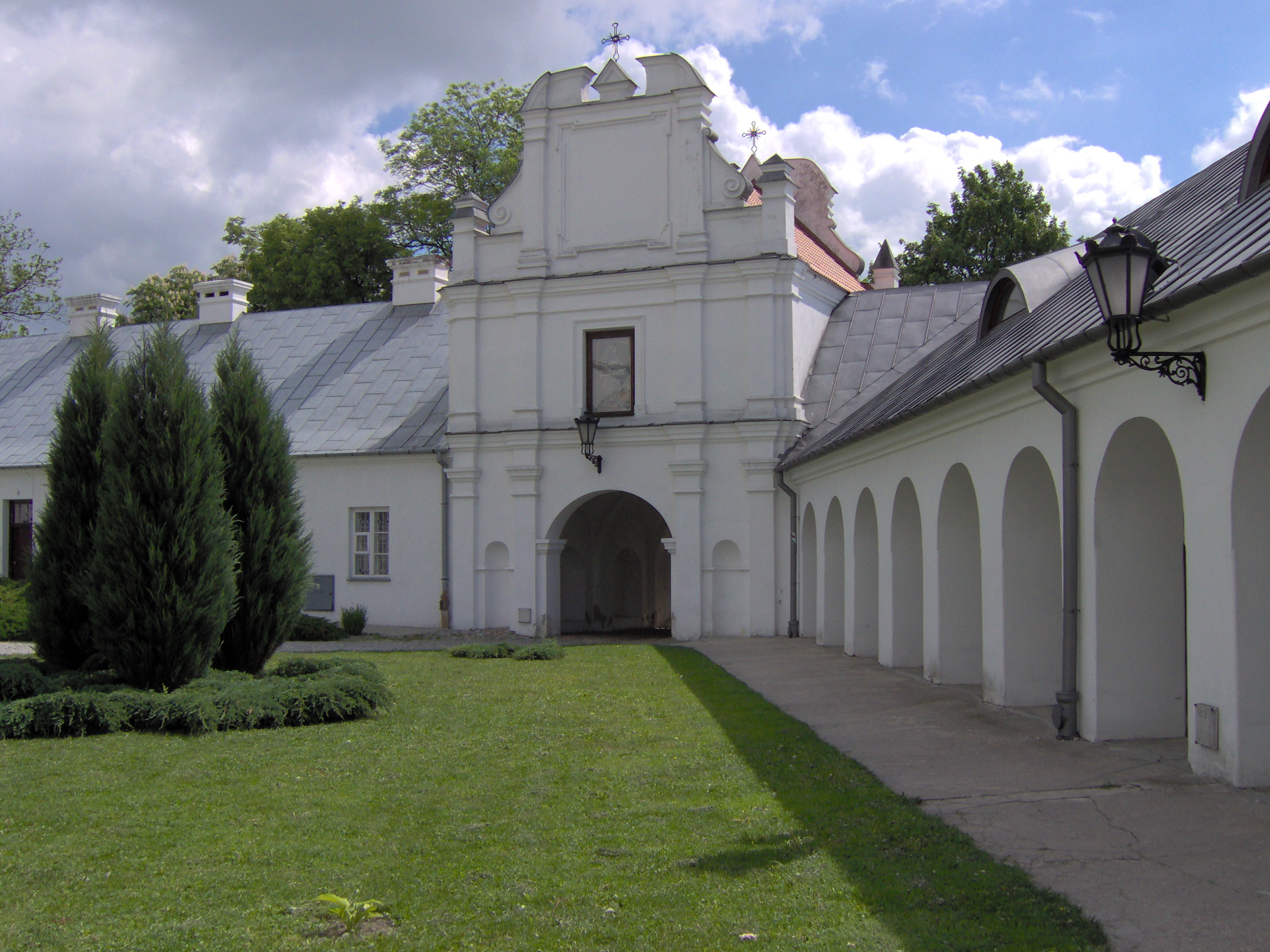
Brama Uściługska zbudowana w 1616 r.

W 1504 i w 1519 r. na Chełm napadli Tatarzy i mimo obrony, zorganizowanej przez Stanisława Kuropatwę (zm. 1520) – starostę i kasztelana chełmskiego, złupili miasto, które otoczone było drewnianym ogrodzeniem. Według dokumentów lustracyjnych chełmski gród, jeszcze w 1569 r. otoczony był drewnianym parkanem, ale już w 1616 r. dookoła miasta były już mury i wybudowano bramy m.in. Uściługską zwaną Brzeską. Mimo tego w XVII wieku miasto było wielokrotnie niszczone. O potrzebach tego grodu debatowano na sejmikach chełmskich, na których częstym delegatem królewskim był Mikołaj Sienicki (1521–1581), h. Bończa – świetny mówca. W dniach pierwszego bezkrólewia szlachta chełmska, zgromadzona w Krasnymstawie 17 czerwca 1572 r., utworzyła „Konfederację, albo Kaptur Ziemi Chełmskiej”. Stała się ona pierwowzorem dla innych ziem całej Rzeczypospolitej. Mieszkańcy Chełma w 1578 r. przeżyli tragiczny pożar niszczący klasztor dominikański i kościół Wniebowzięcia NMP. W 1579 r. sejmik chełmski obradował m.in. na temat tego żywiołu, na którym delegatem królewskim był Marcin Broniewski z Bieździedzy. Grunty podominikańskie wydzierżawiło miasto, natomiast zrujnowane zabudowania zajęli Żydzi i na fundamentach kościoła zbudowali bożnicę.

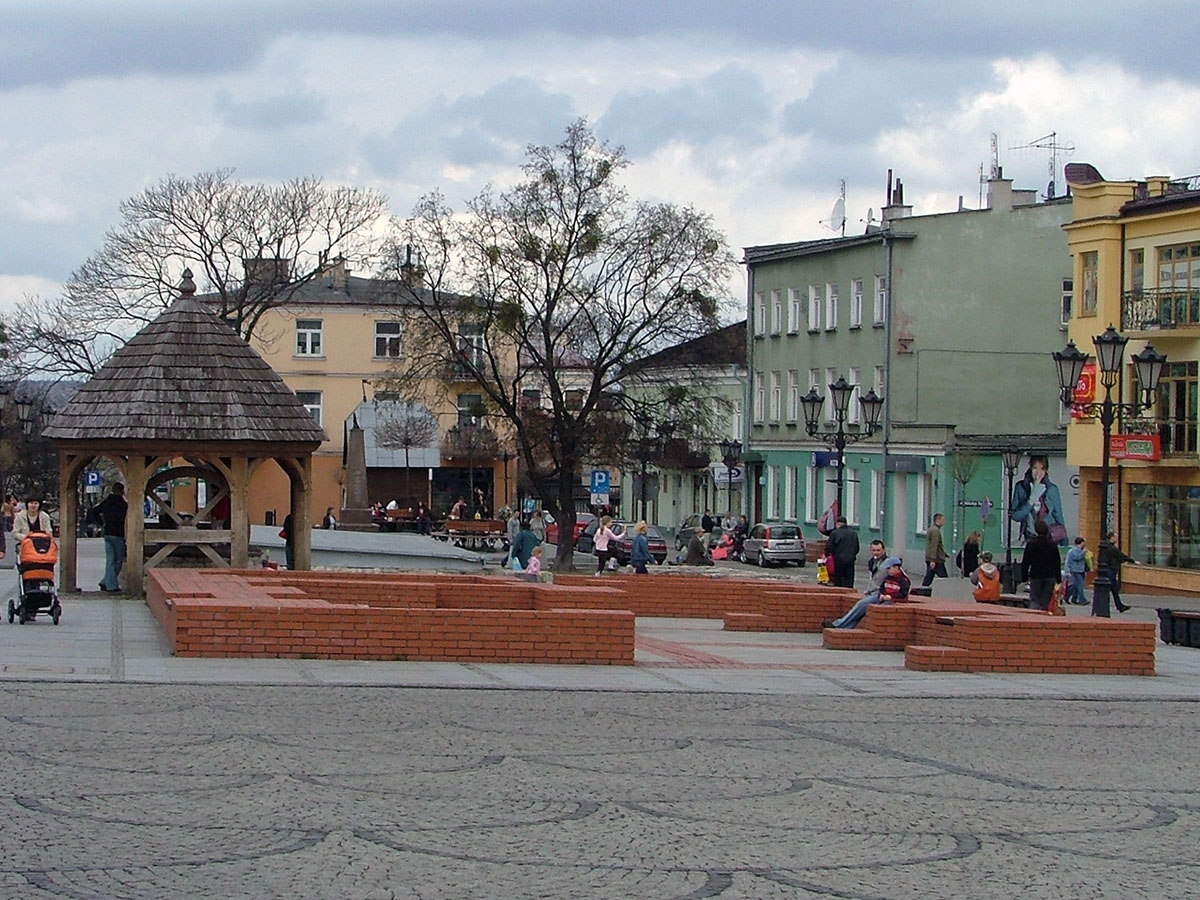
Plac Łuczkowskiego wraz z pozostałościami dawnego ratusza z XV wieku i kamienic starosty chełmskiego W. Węglińskiego

Unia Cerkwi prawosławnej z Kościołem katolickim została zawarta w Brześciu w 1596 r. w czasie synodu, w którym wzięli udział obaj chełmscy biskupi: katolicki – Stanisław Gomoliński i prawosławny – Dionizy Zbirujski. W 1596 r. chełmski biskup prawosławny Dionizy Zbirujski przystąpił do Unii brzeskiej, uznając zwierzchnictwo papieskie i tym samym stworzono biskupstwo unickie. Katedra prawosławna w Chełmie, stała się katedrą unicką, a cudowny obraz Matki Boskiej ściągał pielgrzymów zarówno unitów, jak i katolików. Od 1596 do 1875 r. Chełm był siedzibą biskupstwa unickiego.
W 1628 roku biskupstwo unickie objął Metody Terlecki, który do Chełma sprowadził zakon bazylianów z przełożonym Jakubem Suszą z Mińska. W 1635 r. Władysław IV przywilejami zagwarantował unitom, posiadanie diecezji chełmskiej. W 1638 r. w oktawę Bożego Ciała w Chełmie, wybuchł wielki pożar. O podpalenie posądzano prawosławnych Kozaków. Kilka lat po tym pożarze 19 kwietnia 1641 r. dla złagodzenia konfliktów z Kozakami został mianowany kasztelanem chełmskim Zbigniew Gorajski. Król obdarzał go dużym zaufaniem i w 1646 r. wysłał go na rokowania z Kozakami i ze Szwedami, które jednak się nie powiodły. W 1648 r. miasto złupili Kozacy Bohdana Chmielnickiego wraz z Tatarami. Najazd kozacki doprowadził do całkowitego zniszczenia Chełma i śmierci ok. 75% ludności. W diecezji chełmskiej Kozacy wspólnie z Tatarami zniszczyli 10 kościołów, 54 sprofanowali. Według relacji bpa Stanisława Pstrokońskiego z 1653 r. 36 księży zostało zamordowanych, i to w okrutny sposób, a 40 zmarło wskutek panującej epidemii. W 1650 na mocy ugody zborowskiej z Chmielnickim, król Jan Kazimierz przekazał diecezję prawosławnym. W 1651 król ponownie uznał prawa unitów do diecezji chełmskiej. Dalsze zniszczenia przyniósł najazd szwedzki (1655–1657). 25 października 1655 r. wtargnęły wojska szwedzkie, w kwietniu 1656 r. Tatarzy, grabiąc i niszcząc wszystko, a potem wojska siedmiogrodzkie Jerzego II Rakoczego w 1657 r. i na dodatek we wrześniu 1557 r. zaraza zdziesiątkowała miasto. Konflikty z prawosławnymi mieszczanami chełmskimi, trwały do 1678. Z powodu klęsk i wojen do dzisiaj przetrwało niewiele zabytków z dawniejszych czasów. Wkład w odbudowę Chełma wnieśli m.in. Jan Potocki herbu Szreniawa (1619–1681) – starszy brat poety – Wacława Potockiego – rotmistrz wojsk koronnych i podczaszy chełmskim oraz następny podczaszy chełmski (w latach 1682–1731) Hieronim Lipski. Odnowieniem diecezji rzymskokatolickiej zajęli się szczególnie biskupi: Tomasz Leżeński (1658–1667) Stanisław Jacek Święcicki (1677–1696) i Krzysztof Jan Szembek (1713–1719). Tomasz Leżeński, będąc biskupem chełmskim, witając króla Polski przekazał srebra kościelne Janowi Kazimierzowi na potrzeby obrony państwa. Obejmując diecezję chełmską, podjął dzieło odnowy życia kościelnego w diecezji.
Król Jan Kazimierz doceniał cudowność obrazu Matki Bożej Chełmskiej – zwaną Zwycięską, i obwoził wizerunek w namiotach, np. pod Sokalem 16 maja 1651 r., pod Beresteczkiem. Zwycięstwo w tej bitwie nad wojskami kozacko-tatarskimi powszechnie przypisywano obecności cudownego obrazu. Obraz ten przebywał też w obozie królewskim pod Żwańcem 15 grudnia 1653 roku i w innych miejscowościach.
W 1735 r. Marianna Wolska z Radzimińskich właścicielka majątku Uher oraz marszałek wielki koronny Wacław Rzewuski odbudowali kościół Rozesłania Apostołów w Chełmie.
Przed obrazem NMP w chełmskiej katedrze unickiej klęczeli konfederaci i w 1791 r. Tadeusz Kościuszko. W latach 1768–1772 na Ziemi Chełmskiej toczyli potyczki konfederaci barscy.
W XVIII w. o znaczeniu chełmskiego biskupstwa rzymskokatolickiego świadczy powierzenie ważnych stanowisk Antoniemu Okęckiemu (1729–1793). W latach 1773–1775 został on członkiem Senatu opowiadając się przeciw rozbiorom i za utrzymaniem integralności terytorialnej Rzeczypospolitej, a także przywilejów kleru i wyznania katolickiego. Sejm mianował go Przewodniczącym Komisji Sądowniczej dla dóbr po skasowanym zakonie jezuickim. W 1775 był też członkiem Rady Nieustającej.
W XVIII w. nastąpił powolny rozwój miasta. Według lustracji z 1789 roku Chełm jako stolica Ziemi Chełmskiej, nie tylko posiadał ratusz, ale miał wszelkie władze, a mianowicie: podkomorzego, cześnika, stolnika, sędziego ziemskiego. Ziemia Chełmska w województwie ruskim miała herb niedźwiedzia między trzema drzewami w polu zielonym. Mundur obywatelski składał się z kontusza z sukna ciemnozielonego i żupana słomkowej barwy.
W 1792 r. po wybuchu wojny polsko-rosyjskiej, bp unicki Porfiriusz Skarbek-Ważyński w liście do duchowieństwa diecezji chełmskiej potępił zdrajców Polski Konfederację targowicką i błagał o pomoc i ochronę narodu polskiego. 18 lipca 1792 r., gdy dywizja Tadeusza Kościuszki po bitwie pod Dubienką ruszyła w pełnym porządku przez Roztokę do Kumowa, docierając na koniec do Chełma, mieszkańcy witali żołnierzy i udzielali pomocy rannym. W bitwie tej, Polacy stracili 900 żołnierzy i 6 dział. Rosjanie stracili około 4000 żołnierzy.
Po II rozbiorze Polski, mocą ustawy z dnia 17 czerwca 1793 r. zostało ustanowiono po raz pierwszy województwo chełmskie, które istniało w latach 1793–1795.
Natomiast w 1794 roku; miała miejsce „Burza Chełmska”, ponieważ ziemia chełmska,(jako pierwsza po ziemi krakowskiej), przystąpiła do Insurekcji Kościuszkowskiej, co zostało zatwierdzone uchwałą na Zjeździe Szlachty i Duchowieństwa w Chełmie pod przewodnictwem biskupa unickiego Porfiriusza Skarbka Ważyńskiego 6 kwietnia 1794 r., który został wybrany 16 kwietnia Naczelnikiem Komisji Porządkowej – terenowej władzy powstańczej. Potem między Opalinem a Huszczą, miejscowościami leżącymi po drugiej stronie Bugu, doszło do pierwszego zbrojnego starcia z Rosjanami. Dowodzący polskim oddziałem płk Grochowski odniósł zwycięstwo w tej walce. Ten epizod „Burzy Chełmskiej” jednak został zakończony bitwą pod Chełmem 8 czerwca 1794 r., w której rosyjskie oddziały pod wodzą gen. Ottona Wilhelma Derfeldena w liczbie ponad 16 tys. wojska uderzały z dwóch stron na Chełm. Od strony Dubienki ruszyły oddziały pod wodzą gen. Waleriana Zubowa (3,8 tys.)i gen. Borysa Lassego (5,6 tys.). Natomiast od strony Dorohuska – oddziały pod dowództwem gen. Piotra Zagriażskiego (5,6 tys.). Oddziały powstańcze, o połowę mniejsze od rosyjskich, pod dowództwem gen. Józefa Zajączka broniły miasta. Od strony Borku i Strupina oddział gen. Kajetana Ożarowskiego i dywizja gen. Filipa Haumana (ok. 3 tys. wojska razem z pospolitym ruszeniem) i od strony Góry Kredowej oddziały Michała Chomentowskiego. Po 7 godzinach walk obrońcy Chełma ponieśli klęskę. Po stronie polskiej zginęło lub zaginęło około pół tysiąca powstańców a po stronie rosyjskiej też były podobne straty, choć niektórzy podają dane o połowę mniejsze. Zginął wtedy (na stokach, nieistniejącej już Góry Kredowej) ppłk Michał Chomentowski – dowódca chełmskich kosynierów. Pułk Działyńskich zachował się dzielnie. Pospolite ruszenie, pikinierzy i kosynierzy rozbiegli się w panice przed korpusem świeżo przybyłym z Rosji dowodzonym przez Ottona Wilhelma Derfeldena
Szef sztabu gen. Zajączka, mjr Karol Kniaziewicz, mistrzowsko zorganizował odwrót w kierunku Krasnegostawu, Lublina i Warszawy, zapobiegając całkowitej zagładzie korpusu, chociaż Chełm i okolice opanowali Rosjanie, którzy spustoszyli miasto.
Po przegranej bitwie 8 czerwca 1794 r. bp Porfiriusz Skarbek-Ważyński wywiózł z Chełma dary na cele obrony Polski do Zamościa, a 15 września 1794 Karol Węgliński przekazał je władzom powstańczym w Warszawie.
15 września 1794 do Chełma weszli Austriacy i przetrzymywali biskupa Porfiriusza w areszcie domowym.

## Pod zaborami
W 1795 r. Chełm znalazł się w zaborze austriackim, w 1809 r. został przyłączony do Księstwa Warszawskiego, a 6 lat później znalazł się w zaborze rosyjskim, w Królestwie Polskim. Początek XIX wieku wiąże się z upadkiem miasta. Chełm po raz pierwszy został administracyjnie przyłączony do Lublina. W 1805 r. zostało zlikwidowane Chełmskie biskupstwo rzymskokatolickie (na rzecz diecezji lubelskiej). Wkrótce Chełm przestał być miastem powiatowym (ponownie stało się powiatem w II połowie XIX wieku).
16 maja 1830 roku Filip Felicjan Szumborski został unickim biskupem chełmskim (do śmierci 19 stycznia 1851 r.), a po nim lojalny względem zaborców Jan Taraszkiewicz, któremu 13 czerwca 1861 r. grupa patriotycznej młodzieży urządziła kocią muzykę i powybijała szyby. Natomiast następca Jan Mikołaj Kaliński był zwolennikiem powstania styczniowego.
W powstaniu listopadowym miasto nie odegrało większej roli, natomiast w czasie powstania styczniowego w 1863 r. miasto stanowiło ośrodek powstańczy.
Już 21 stycznia 1863 r. stoczono pierwsza walkę pod Sawinem a potem 23 stycznia w tych okolicach, nad Bugiem a 17 lutego w m. Rudka.
W Chełmie kilka razy przebywały oddziały powstańcze Cieszkowskiego i liczący około 600 ludzi oddział mjr. Józefa Władysława Ruckiego wycofujący się z bitwy w dniu 7 lipca 1863 roku pod Urszulinem. Oddziały powstańcze opanowały miasto 9 lipca 1863 r. bezpośrednio po bitwie pod Świerżami. Strona polska dowodzona przez Władysława Ruckiego zmusiła wojska rosyjskie do wycofania się. Powstańcy wzięli udział w nabożeństwie w katedrze unickiej i byli uroczyście witani przez duchowieństwo unickie i łacińskie oraz mieszkańców. Za drugim razem powstańcy bili się z wojskiem rosyjskim na cmentarzu przy ul. Lwowskiej, po czym nocą wycofali się w kierunku Stawu. Następnie przybyły w rejon Chełma ze Stawu oddziały Kajetana Ćwiek-Cieszkowskiego, Władysława Eminowicza i Józefa Władysław Ruckiego, Święcickiego. Po zajęciu Chełma, rankiem 5 sierpnia 1863 r., dotarły do nich wieści o zbliżaniu się sił rosyjskich z Krasnegostawu, Uściługa, Włodawy i Dubienki. Powstańcy wyruszyli w stronę Depułtycz i tuż za miejscowością Pokrówka o godz. 10:30 natknęli się na żołnierzy rosyjskich. W trakcie kilkugodzinnej bitwy wyparli Rosjan do Depułtycz, a następnie zmusili do odwrotu w kierunku Wierzchowin. W bitwie poległo 23 żołnierzy rosyjskich i 11 powstańców. Bitwa pod Depułtyczami należała do największych na terenie Ziemi Chełmskiej, zakończonych polskim sukcesem. Po upadku powstania, wielu powstańców zostało uwięzionych w nowo utworzonym więzieniu przy ul. Kolejowej i zesłanych na Syberię. 2 listopada 1863, 9 listopada 1863 r. powstańcy styczniowi toczyli pod Chełmem walki przeciw wojskom rosyjskim. Walczyli jeszcze koło Chełma; 27 stycznia 1864 r. pod Rejowcem, 16 lutego pod Kumowem, 3 marca 1864 pod m. Wygnańce, 10 marca 1864 r. pod Chojnem i 22 kwietnia 1864 r. pod Tarnogórą i udały się pod Zamość.
W 1864 r. – po powstaniu, rosyjskie władze zlikwidowały zakon bazylianów w Chełmie i rozpoczęły rusyfikację oraz prześladowanie unitów i Polaków.
Biskupstwo unickie wraz ze 120 parafiami greckokatolickimi zlikwidował w 1875 r. car Aleksander II. Katedra unicka została zamieniona na cerkiew prawosławną. Chełmskie biskupstwo unickie przestało istnieć, a unitów automatycznie zaliczono w poczet wiernych Kościoła prawosławnego, wbrew ich woli. W 1905 r. utworzono prawosławną eparchię chełmską.
W 1877 r. wybudowano prowadzącą do Chełma linię kolejową, co przyczyniło się do rozwoju przemysłu. Budowa koszar dla dwóch pułków rosyjskiego wojska spowodowała napływ Rosjan do miasta.
W 1912 r. powstała gubernię chełmską, obejmująca swym zasięgiem część dawnej Ziemi Chełmskiej. Gubernia utworzona z części guberni siedleckiej i lubelskiej i odłączona w roku 1912 od Kraju Nadwiślańskiego jako ziemie „rdzennie ruskie” m.in. za zgodą Koła Polskiego posłów Narodowej Demokracji w Dumie Państwowej Rosji. Została ona wydzielona przez władze rosyjskie w obawie przed oderwaniem Kraju Nadwiślańskiego od Rosji w razie europejskiego konfliktu zbrojnego i została włączona do generał-gubernatorstwa kijowskiego.
W czasie I wojny światowej, pierwsza fala zniszczenia przeszła przez Chełmszczyznę w sierpniu i wrześniu 1915 r., kiedy, wojska rosyjskie, cofające się z Królestwa Kongresowego w odwrocie niszczyły wsie i miasta, dwory i pałace, uprowadzając z sobą ludność na wschód. Odwrót rosyjski skończył się dopiero w Równem, skąd w połowie września tego roku wyszła kontrofensywa rosyjska. Chełm w wyniku działań wojennych bardzo nie ucierpiał, natomiast w miejscowościach na południe od miasta, gdy toczono w 1915 r. bitwę między oddziałami rosyjskimi a austro-węgierskimi, wiele domów uległo zniszczeniu.
Traktatem w Brześciu Litewskim 9 lutego 1918 cały Wołyń odstąpiono Ukraińskiej Republice Ludowej, wraz z Chełmszczyzną i Podlasiem, chociaż na tych terenach zamieszkiwało 23,1% Ukraińców. Rezultatem tego traktatu było wycofanie wojsk austriackich z części Wołynia i zastąpienie ich wojskami niemieckimi. 9 lutego 1918 r. doszło do układu między Niemcami a Ukraińską Republiką Ludową włączającego do URL Chełmszczyznę.
3 maja 1918 r. w Chełmie, tak jak i w całej Polsce, odbyła się zorganizowana przez Straż Kresową i Polską Macierz Szkolną manifestacja, z udziałem 30 tys. osób, jako zbiorowy protest społeczeństwa przeciw układom brzeskim (z lutego 1918 r.), przekazującym Chełmszczyznę i Podlasie Ukrainie. Był to Dzień zbiorowej odpowiedzi na układy brzeskie Nieliczni w Chełmie Ukraińcy nie próbowali protestować.
Jako wizytator apostolski przyszły papież Pius XI w czasie objazdu Polski, w Chełmie 15 września 1918 r., powiedział m.in.: Przybyłem tu do Was, aby pocieszyć Was imieniem Ojca Świętego i udzielić wszystkim błogosławieństwa apostolskiego, które sprawi, że da Bóg, niedługo dźwignie się Wasza Polska – Ojczyzna, a w niej wolny szlachetny Naród Polski nie będzie więcej prześladowany za swoje przekonania katolickie.(Źródło: Papież Pius XI kocha i zna Polskę. Lublin 1932)
W konspiracji działała już Polska Organizacja Wojskowa w Chełmie.
W 27 października 1918 r. przyjechał do Chełma legionowy rotmistrz Gustaw Orlicz-Dreszer mianowany przez dowódcę POW Edwarda Rydza-Śmigłego Komendantem Okręgu Wojskowego w Chełmie i zarządził pobór do I Pułku Ułanów, 1 Pułku Szwoleżerów i 35 pułku piechoty WP. Zwerbował także do polskiej armii włoskich jeńców wojennych i czeskich dezerterów z armii austro-węgierskiej. Gdy 30 października Rada Regencyjna przyjęła administrację c.k. Generalnego Gubernatorstwa Lubelskiego, w nocy z 1 na 2 listopada Wiktor Ambroziewicz dyrektor chełmskiej Szkoły Filologicznej, przywiózł nominacje dla nowych władz polskich. 2 listopada 1918 r. chełmscy członkowie Polskiej Organizacji Wojskowej POW pod wodzą Gustawa Orlicz-Dreszera rozbroili okupacyjny austriacki garnizon i opanowali duży magazyn broni w chełmskiej katedrze, co przyniosło miastu niepodległość.
W nocy z 2 na 3 listopada 1918 r. grupa polskich kolejarzy z Lublina zdobyła dworzec w Chełmie. Kontrola linii kolejowych pozwoliła na rozbrajanie wracających ze wschodu wojsk austriackich i zgromadzenie pokaźnych ilości broni oraz amunicji. 4 listopada 1918 r. po porozumieniu sędziego śledczego Anatola Fuksa z naczelnikiem austriackim, nastąpiło przejęcie aresztu polowego w Chełmie przez polskie władze. 4 listopada 1918 r. na tydzień przed ogłoszeniem niepodległości Chełm stał się miastem wolnym i nastąpiło całkowite przejęcie władzy przez Polaków w tym mieście.
Groby poległych w bitwach o wolność Polski z tych lat, znajdują się na cmentarzu przy ul. Lwowskiej.

## II Rzeczpospolita

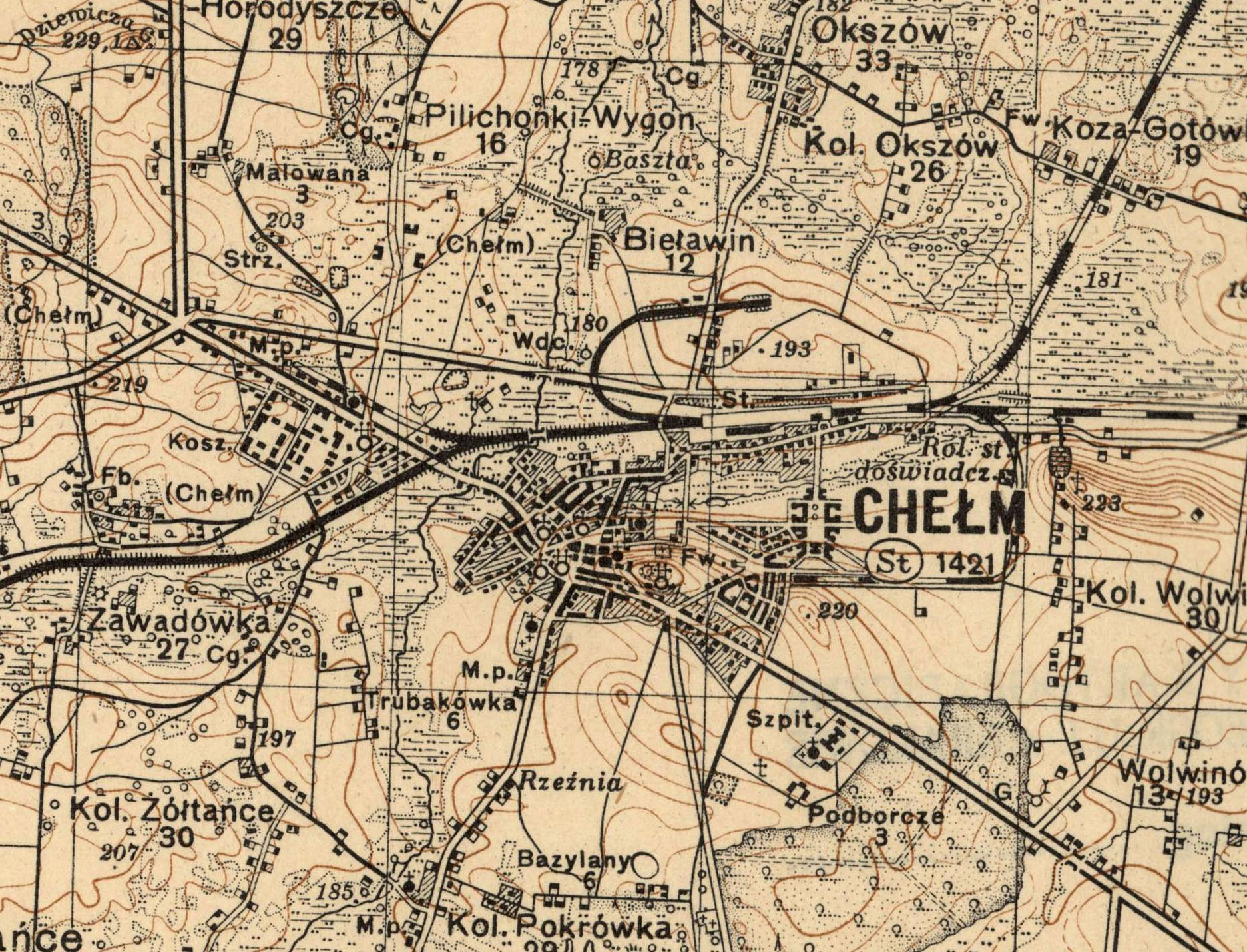
Wojskowa mapa okolic Chełma z 1931 r.

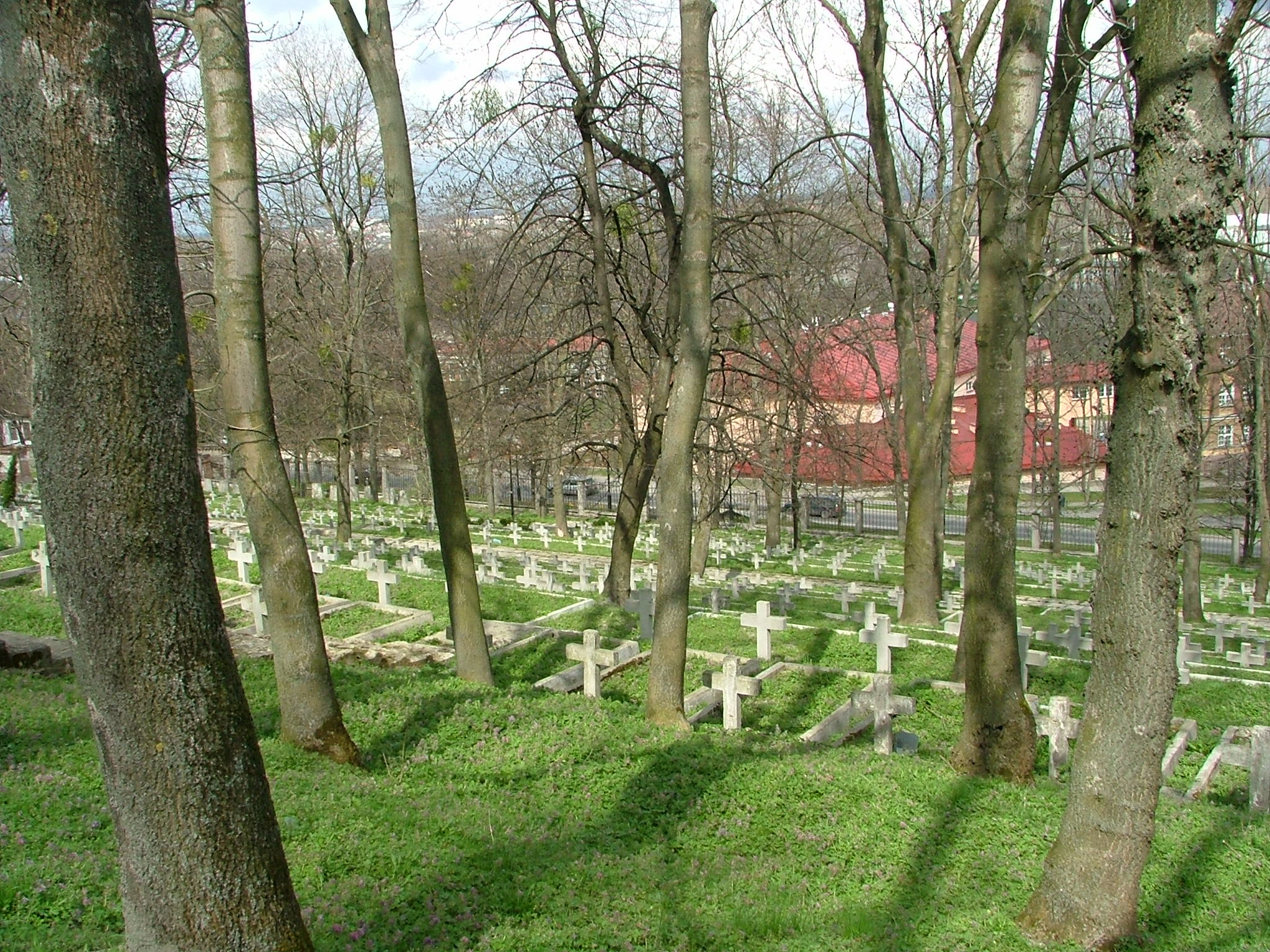
Cmentarz wojenny

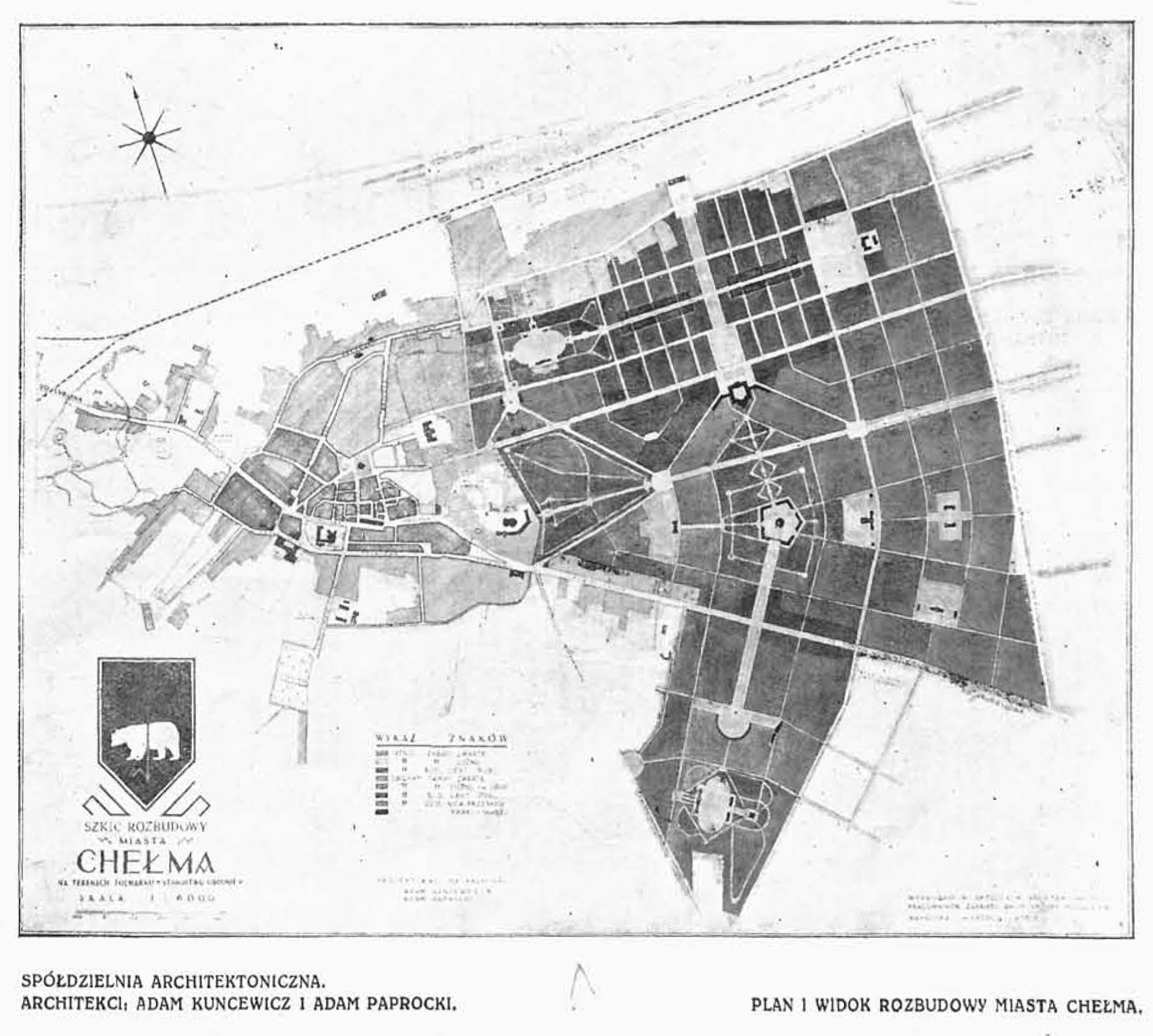
Budowa dzielnicy Nowe Miasto 1926-39

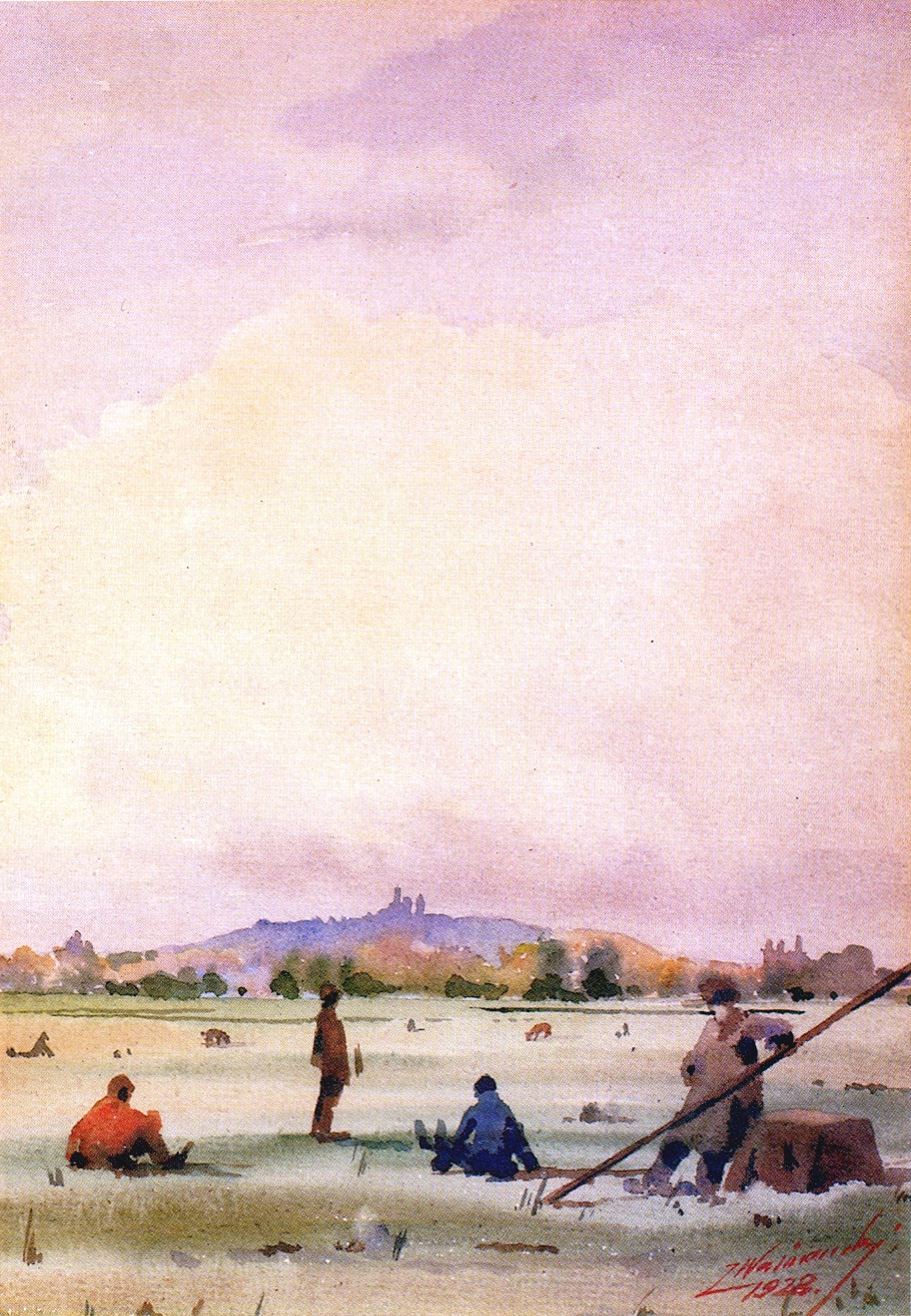
Chełm – widok ogólny, akwarela Zenona Waśniewskiego z 1928

W 1918 r. Chełm znalazł się w niepodległej Polsce. 26 kwietnia 1919 r. przetransportowano do miasta sformowany w 1918 r. we Francji 1 Dywizjon 1 Pułku Szwoleżerów wchodzący w skład Błękitnej Armii gen. Józefa Hallera. Za poprzednika 2 Pułku Strzelców Konnych można uznać 1 dywizjon 1 Pułku Szwoleżerów. Pierwszym dowódcą pułku został płk Bohdan Aleksander Rudolpf. 1 Pułku Szwoleżerów w Chełmie uczestniczył w zdobyciu Wilna i wyprawie kijowskiej. 11 stycznia 1920 r. Józef Piłsudski, który przybywał w kościele na Górze Chełmskiej, podkreślił znaczenie tych wojskowych oddziałów. 1 Pułk Szwoleżerów w maju 1920 r. został wysłany na front polsko-rosyjski i następnie wziął udział w walkach z Armią Czerwoną – głównie z konnicą gen. Siemiona Budionnego. W 1920 r. chełmskie oddziały stawiały skuteczny opór wojskom bolszewickim. 28 sierpnia 1920 r. w pobliżu Uhruska doszło do walki z bolszewikami stoczonej przez 25 p.p. Zginęło wówczas 6 żołnierzy polskich. Ich grób znajduje się miejscowym cmentarzu parafialnym. Zacięte walki polsko-bolszewickie toczyły się m.in. o stację w Chełmie i most w Dorohusku. Na południe od Krasnegostawu pociąg pancerny „Mściciel” przyczynił się do powstrzymania natarcia sławnej Armii Konnej Budionnego.
22 Siedlecki Pułk Piechoty stoczył zwycięską bitwę w okolicach Hrubieszowa i Chełma. 3 września 1920 r. pod Chełmem, Naczelny Wódz Józef Piłsudski osobiście udekorował dowódcę oraz 55 żołnierzy 22. p.p. srebrnymi krzyżami Orderu Wojennego Virtuti Militari V klasy. 21 marca 1921 r. odznaczył on tym orderem sztandar 1 Pułku Szwoleżerów w koszarach chełmskich. 11 listopada 1930 r. odsłonięto pomnik poległych Chełmian w wojnie z bolszewikami, a trzy lata potem 24 września 1933 r. w obecności prezydenta Ignacego Mościckiego i gen. Sławoj Składkowskiego poświęcono Pomnik Poległych Żołnierzy 7 p.p. Leg. w wojnach o granice z lat 1918–1920. Dzieje pułku i jego szlak bojowy w latach 1914–1920 zawarte są w „Księdze Chwały Piechoty”. W okresie międzywojennym pułk związany był z Ziemią Chełmską – stacjonował w Chełmie.
W okresie międzywojennym planowano do Chełma przenieść siedzibę dyrekcji kolejowej (Chełm wygrał konkurencyjną walkę z pobliskim Lublinem). Zaowocowało to rozwojem miasta i budową dzielnicy „Nowe Miasto” na terenach folwarku Obłonie, obejmującej obszar ponad 7-krotnie większy od miasta istniejącego. Pod względem rozmachu inwestycja ta uważana jest za jedną z największych inwestycji II RP (porównywalną z budową Gdyni i Stalowej Woli). Władze miejskie rozpoczęły inwestycję w 1928 r. od budowy sieci nowych ulic według koncepcji rozplanowania nowej dzielnicy z 1926 r., opracowanej przez Spółdzielnię Architektoniczną Pracowników Zakładu Architektury Polskiej Politechniki Warszawskiej pod kierunkiem architektów A. Kuncewicza i A. Paprockiego. Wraz z budową nowych ulic rozpoczęto budowę nowoczesnej sieci wodociągowej i kanalizacyjnej dla całego miasta oraz nowej oczyszczalni ścieków w rejonie ul. Bieławin. Władze miejskie wybudowały własnym sumptem nowoczesny na tamte czasy budynek szkolny zwany „Szkołą-Pomnikiem Dziesięciolecia” Niepodległości Polski (w latach 1928–1930). W lipcu 1928 r. na obszarze ok. 50 ha ruszyła inwestycja PKP obejmująca budowę okazałego gmachu Dyrekcji i 3 kolonii mieszkalnych dla pracowników Wschodniej Dyrekcji Okręgowej Kolei Państwowych (zwanych osiedlami „Dyrekcji”), realizowanych równolegle z budowanymi przez mieszkańców Chełma osiedlami „Domki” i „Działki”. Do wybuchu wojny zrealizowano zasadniczą część sieci nowych ulic, a nowe inwestycje objęły ponad połowę obszaru nowej dzielnicy zaplanowanego w koncepcji rozbudowy miasta z 1926 r. na ponad 430 ha. Chełm stał się ważnym ośrodkiem administracyjnym, (siedziba powiatu chełmskiego-największego w województwie lubelskim oraz miasta wydzielonego na prawach powiatu grodzkiego), oświatowym (jedyną inwestycja oświatową w mieście w okresie międzywojennym było wybudowanie w 1928 roku budynku szkoły Dziesięciolecia), kulturalnym i częściowo gospodarczym (chociaż nie posiadał większych zakładów przemysłowych). Był także miastem garnizonowym dwóch jednostek wojskowych: wspomnianego 7 Pułku Piechoty Legionów i 2 Pułku Artylerii Ciężkiej.

## II wojna światowa
Wojna dotarła do Chełma 8 września 1939 r., kiedy niemieckie lotnictwo w dzień odpustu przeprowadziło naloty na miasto głównie na dworzec i ul. Kolejową. Straty w ludziach i budynkach nie okazały się duże. Pod Sawinem odparto niemieckie natarcie w kierunku Chełma. 11 września 1939 r. pojawiły się tutaj oddziały wojskowe z rozbitych wcześniej Armii „Prusy” i „Modlin”. Wołyńska Półbrygada Obrony Narodowej była (w organizacji). Tworzono Batalion Obrony Narodowej „Chełm” (typ I). Miasto stało się ośrodkiem formowania Frontu Północnego. Po otrzymaniu wiadomości o agresji sowieckiej odtworzone oddziały dostały rozkaz odejścia z rejonu Chełma na południe, gdzie pod Tomaszowem Lubelskim Armie Lublin i Armia „Kraków” Frontu Środkowego walczyły o utorowanie sobie drogi w kierunku Lwowa i dalej na południe do granicy węgierskiej. 25 września po parogodzinnej walce, miasto znalazło się na dwa tygodnie (do godzin rannych 7 października 1939 r.) w rękach radzieckich. Miasta broniły dwa bataliony nadwyżek 35 pułku piechoty oraz grupa pocztowców. 27 września 1939 r. działała w okolicy Grupy „Chełm” płk. dypl. Władysława Płonki i podległe oddziały pułku kawalerii ppłk. Feliksa Kopcia i grupy kawalerii rtm. Franciszka Flataua. Grupa „Chełm” wchodziła w skład grupy wojsk płk. dypl. Tadeusza Zieleniewskiego i wraz z nią złożyła broń 2 października 1939 r. Od 9 października do 22 lipca 1944 r. – Chełm był w niemieckiej strefie okupacyjnej.
20 listopada 1939 r. – w ramach działań wymierzonych w polską inteligencję aresztowano według listy prawie wszystkich księży z parafii NMP (m.in. ks. kan. Juliana Jakubiaka, ks. Marcelego Mrozka, ks. Władysława Forkiewicza, ks. Goździka) i z kościoła Rozesłania Apostołów (m.in. ks. kan. Wacława Kosiora) oraz zakonników z Zakonu OO. Franciszkanów-Reformatów (wśród nich bł. Jana Brunona Zembola, zamęczonego w Dachau. Wywieziono ich wagonami towarowymi do więzienia na Zamek w Lublinie. 1 grudnia 1939 roku około 1–2 tys. miejscowych Żydów pognano w tzw. marszu śmierci w kierunku Hrubieszowa, mordując po drodze od 200 do 800 osób. 12 stycznia 1940 r. oddział SS dokonał likwidacji 440 pacjentów szpitala psychiatrycznego (mogiła zamordowanych pacjentów znajduje się w północno-zachodniej części posesji szpitalnej). Następnego dnia na obrzeżach miasta rozstrzelano około 550 Żydów przywiezionych z Lublina. Wiosną i latem 1940 r. odbywały się też w mieście egzekucje w ramach akcji AB w Kumowej Dolinie, w których zginęli, m.in. ostatni przedwojenny prezydent Chełma Tadeusz Tomaszewski, nauczyciele (np. Maria Wirska, Jerzy Stępniewski) i harcerze. 30 kolejarzy rozstrzelano w Chełmie za przynależność do organizacji konspiracyjnych.(W ścianie dworca wmurowana jest tablica).
W dniu 1 grudnia 1939 roku w Warszawie grupa oficerów chełmskich powołała organizację Orła Białego na czele kpt. Kazimierzem Langiem Grzybem, a potem za zgodą gen. Stefana Grota Roweckiego dow. ZWZ otrzymała nazwę chełmskiego 7 pp. Legionów i walczyła na Okęciu.
W 1940 r. Chełm ponownie został siedzibą prawosławnej diecezji. Górę katedralną Niemcy oddali kolaborującym z nimi Ukraińcom.
Podczas wojny istniało w Chełmie, zorganizowane w 1940 r. przy obecnej ul. Partyzantów i Lwowskiej, przez niemieckiego okupanta, getto (krwawo zlikwidowane przez Niemców w październiku 1942 r.) oraz jeden z największych obozów jenieckich (stalag 319) zlokalizowany między ul. Wojsławicką a ul. Lwowską (aż do Borku-Patelni)- stalag 319B oraz w Okszowie – stalag 319A i stalag 319C, przez Niemców na okupowanych przez nich ziemiach polskich – liczący w sumie (około 200 000 jeńców, z tego zginęło w różny sposób ponad 90 000 ofiar). Rozstrzelano też publicznie 43 zakładników na Targowicy. Mieszkańcy Chełma nie poddawali się bezwolnie okupantowi. Wielką pomoc dla jeńców i tysięcy uciekinierów przed rzezią na Wołyniu i czystką etniczną w Małopolsce Wschodniej niósł ks. Zygfryd Berezecki pracując w RGO (Rada Główna Opiekuńcza) na rzecz ludzi poszkodowanych i biednych. W mieście i regionie działały różne formy ruchu oporu (organizacje konspiracyjne, tajne nauczanie, pomoc Żydom oraz jeńcom wojennym, itd). I Rejon AK Chełm pod ogólnym dowództwem por. Witolda Fałkowskiego ps. Wik, obejmującego gminy Wojsławice, Rakołupy rozbroił 24 marca 1944 r. załogę posterunku policji wojsławickiej ewakuującej się do Chełma. Cały konwój wpadł w lesie koło Sarniaka w zasadzkę utworzoną przez „Wika” z plutonów AK przybyłych z okolicznych miejscowości oraz z Chełma. Zdobyto broń, amunicję i przejęto dokumentację zawierającą m.in. spis konfidentów. AK i BCH w okolicach Chełma zorganizowała szereg akcji związanych z wysadzeniem pociągów. I Rejon AK, w walce z okupantem, stoczył również 17 kwietnia 1944 r. bitwę w obronie Wojsławic, z niemiecką ekspedycją pacyfikacyjną.
W lipcu 1944 roku wycofujące się oddziały Wehrmachtu wysadziły w powietrze dworzec kolejowy w Chełmie; zniszczono parowozownię i zabytkową wieżę w Bieławinie.

## Okres Polski Ludowej
Chełm został zdobyty przez oddziały 7 korpusu kawalerii gwardii 69 Armii, 16 korpusu pancernego i 5 pułku motocyklistów 2 Armii Pancernej Gwardii 1 Frontu Białoruskiego. Zgodnie z Akcją „Burza” 22 lipca weszły do miasta także i jednostki AK Oddział partyzancki (OP 7/1) 7. pułku piechoty AK w Obwodzie AK Chełm Lubelski, ale nie odegrały one takiej roli jak w wyzwoleniu Bełżca, czy Zamościa. 23 lipca do miasta wkroczyły oddziały 1 Armii Wojska Polskiego. 24 lipca do miasta przybył z Moskwy reprezentant nowych władz samorządowych kpt. Kazimierz Sidor. Tego dnia radio radzieckie poinformowało o tym, że w Chełmie powstał Polski Komitet Wyzwolenia Narodowego (PKWN) oraz że ogłoszono Manifest Lipcowy (w rzeczywistości PKWN i jego manifest powstały w Moskwie, a w Chełmie manifest wydrukowano 26 lipca). Nowe władze zastały na miejscu przedstawicieli Delegatury Rządu na Kraj, komendę Armii Krajowej (ulokowaną w budynku miejscowej DOKP), działającą Komendę Policji Państwowej oraz prezydenta miasta wraz z radą miejską. Przedstawiciele PKWN podjęli rozmowy z władzami miasta proponując wejście ich do struktur nowych władz. Przedstawiciele Delegatury rozmowy zerwali i od tego momentu zaczęli się ukrywać. W międzyczasie nowe władze przejęły lokalne struktury policji. 24 lipca zajęto gmach DOKP na tymczasową siedzibę PKWN. Siedziba komendy AK przeniosła się do budynku po drugiej stronie ulicy ale ponieważ komendant AK na Chełm ppłk Władysław Zalewski „Nowina” zszedł do podziemia, drogą nacisku usunięto oddział AK z budynku komendy. PKWN przeniósł się do Lublina. 30 lipca zaczęła działać Miejska Rada Narodowa.
31 lipca 1944 r. Kazimierz Tumidajski dow. okręgu ZWZ AK Lublin został zatrzymany przez NKWD i przewieziony do Chełma na „negocjacje” z PKWN oraz przedstawicielami Armii Czerwonej. Odmówił wówczas jakiejkolwiek współpracy, zwłaszcza podporządkowania żołnierzy AK Armii Berlinga i został wywieziony do więzienia w Związku Radzieckim.
20 sierpnia 1944 r. władzę w regionie obejmuje Powiatowa Rada Narodowa.
We wrześniu 1944 r. sformowana została w Chełmie Oficersa Szkoła Artylerii, a w październiku Oficerska Szkoła Wojsk Pancernych.
13 października 1944 r. zostaje zabity przez podziemie zastępca komisarza powiatowego MO Aleksander Demczuk wraz z żoną16 czerwca 1945 r. oddział WiN zabija starostę chełmskiego Stefan Flisa.
W kwietniu 1945 roku, tuż po Wielkanocy, dochodzi w mieście do pierwszego w powojennej Polsce pogromu antyżydowskiego.
16 czerwca 1945 r. oddział WiN zabija starostę chełmskiego Stefan Flisa.
W więzieniu w Chełmie, (które było wykorzystywane przez hitlerowców w czasie okupacji), od lipca 1944 r. do 1956 r. przebywało tysiące żołnierzy AK, z Armii Andersa, więźniów Majdanka, uciekinierów z ZSRR, opozycjonistów z aresztu śledczego (z piwnic UB pod obecnym kinem „Zorza”) i z Komisariatu MO (przy ul. Reformackiej, byłej ul. Feliksa Dzierżyńskiego). Po 1954 r. trafili tu więźniowie z Zamku w Lublinie.

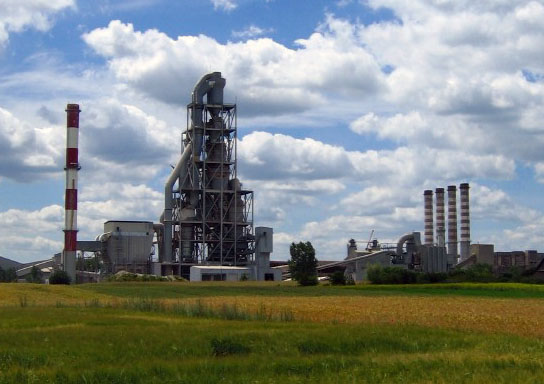
Cementownia Chełm wybudowana w 1960 r.

W okresie Polski Ludowej w mieście powstało wiele zakładów przemysłowych.  Podczas realizacji planu sześcioletniego w mieście wzniesiono zakłady drobiarskie i wytwórnię win. W 1960 r. powstała cementownia "Chełm I" (później rozbudowano ją o cementownię "Chełm II"; razem dawały ponad 15% krajowej produkcji cementu i zatrudniały ok. 4 tys. pracowników), a w 1974 r. Chełmskie Zakłady Obuwia im. PKWN. Zmodernizowano dawną rektyfikatornię wódek rodziny Daumanów, przebudowując ją na Zakład Przetwórstwa Owocowo-Warzywnego.
Na polach na południowym i zachodnim skraju miasta powstały nowe osiedla mieszkaniowe (XXX-lecia, Kościuszki). Ulica Rejowiecka, dwupasmowa aleja 1 Armii Wojska Polskiego i wiadukt nad linią kolejową odciążyły od ruchu tranzytowego ulicę Lubelską i stare miasto. Niemal wszystkie ulice w mieście otrzymały asfaltową nawierzchnię. Od 1959 r. zaczęły kursować autobusy komunikacji miejskiej. W 1959 r. powstał Stadion Miejski, kilka lat później (1964) budynek Chełmskiego Domu Kultury. Na północnym skraju miasta urządzono kąpielisko Glinianki. W 1975 miasto otrzymało Park XXX-lecia (12 ha). Od 1976 roku organizowano akcję "Chełm 80" w ramach, której do miasta co roku, w okresie letnim, przybywała grupa kilku tysięcy studentów by pracować na rzecz miasta w brygadach pracy. W 1979 roku zbudowano hotel "Kamena" oraz rozpoczęto budowę osiedla „Zachód”. W tymże roku otwarto Muzeum PKWN oraz oddano do użytku fabrykę domów. Na zachodnim krańcu miasta wybudowano po 1980 r. amfiteatr. Od 1980 roku wydawany był również "Tygodnik Chełmski".
16 lipca 1974 roku z okazji 30-lecia PRL Chełm został odzanaczony przez Radę Państwa Krzyżem Wielkim Orderu Odrodzenia Polski.
1 czerwca 1976 r. Chełm stał się miastem wojewódzkim.
W lipcu 1980 r. rozpoczęły się strajki w chełmskich zakładach i powstały NSZZ Solidarność. 13 grudnia 1981 r. wprowadzono stan wojenny i wielu chełmskich działaczy NSZZ Solidarność internowano.
6 maja 1988 r. papież Jan Paweł II nadał katedrze w Chełmie tytuł Bazyliki Mniejszej. 8 września odbyło się uroczyste ogłoszenie bazyliki z udziałem kardynała Henryka Gulbinowicza

## III Rzeczpospolita
Aktem z dnia 6 października 1993 r. w dniu 22 lutego 1994 r. arcybiskup metropolita lubelski Bolesław Pylak nadał katedrze w Chełmie tytuł Kapituły Kolegiackiej i erygował przy niej kapitułę chełmską.
Po reformie administracyjnej z 1998 r. Chełm przestał być miastem wojewódzkim i znalazł się w granicach województwa lubelskiego jako miasto na prawach powiatu.

## Przynależność państwowa

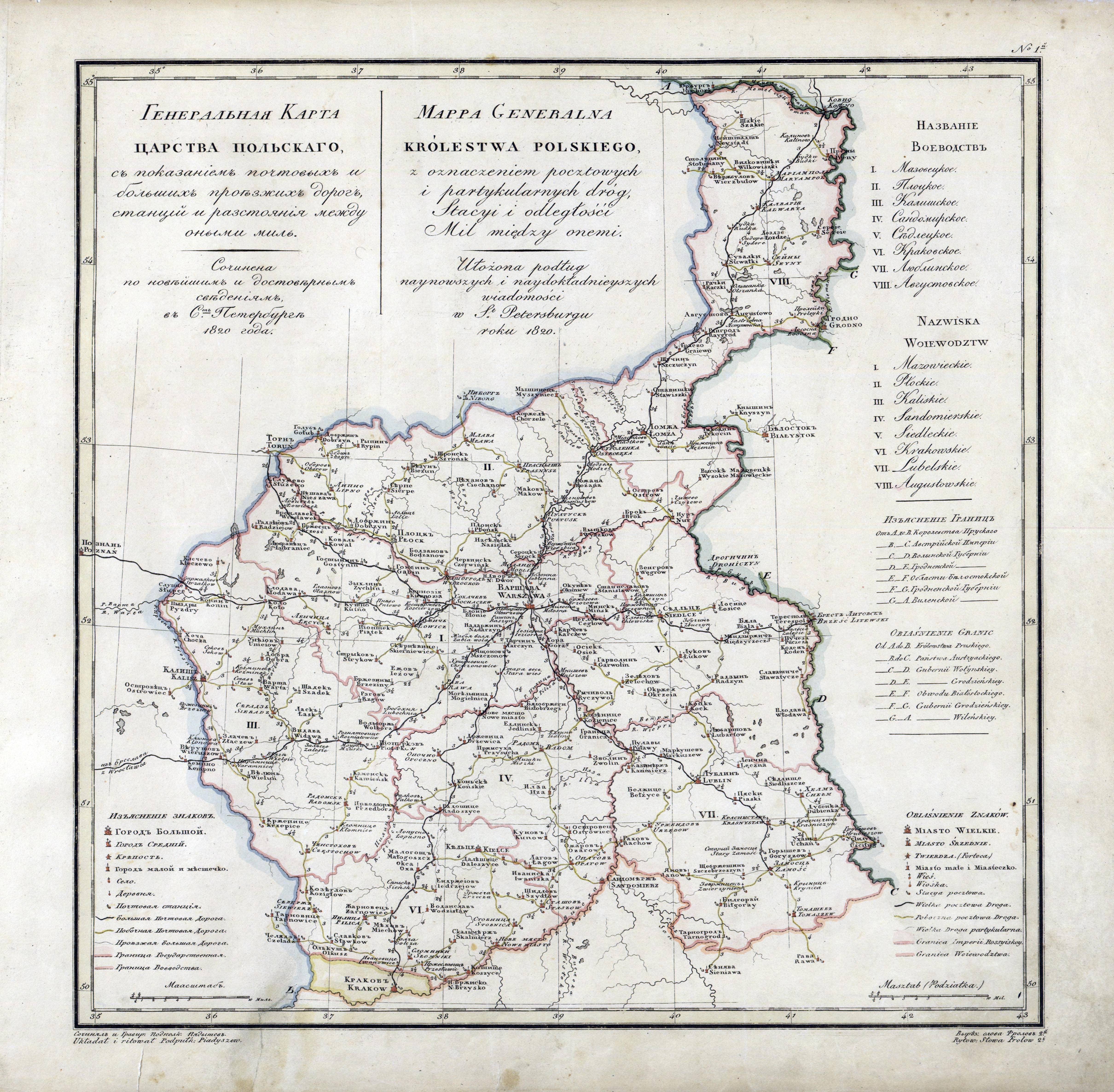
Mappa Generalna Królestwa Polskiego z zaznaczonym Chełmem, 1821

Od uzyskania praw miejskich Chełm znajdował się pod panowaniem następujących państw:
- 1392–1569 –  Korona Królestwa Polskiego
- 1569–1795 –  Rzeczpospolita Obojga Narodów,  Korona Królestwa Polskiego
- 1795–1804 –  Monarchia Habsburgów
- 1804–1809 –  Cesarstwo Austrii
- 1809–1815 –  Księstwo Warszawskie (protektorat  Cesarstwa Francuskiego)
- 1815–1831 –  Imperium Rosyjskie,  Królestwo Polskie
- 1831–1912 –  Imperium Rosyjskie,  Królestwo Polskie
- 1912–1915 –  Imperium Rosyjskie
- 1915–1918 –  Rzesza Niemiecka,  Królestwo Polskie (okupacja wojenna)
- 1918–1919 –  Republika Polska
- 1919–1939 –  Rzeczpospolita Polska
- 1939–1944 –  Rzesza Wielkoniemiecka (okupacja wojenna)
- 1944–1952 –  Rzeczpospolita Polska
- 1952–1989 –  Polska Rzeczpospolita Ludowa
- od 1989 –  Rzeczpospolita Polska